# Ponte Giratória
Ponte Giratória era uma antiga ponte do Recife (Pernambuco), rodo-ferroviária, que tinha a sua estrutura central montada sobre uma coluna pivotante, e que servia para liberar a navegação no Rio Capibaribe.
Seu nome deve-se a sua característica, de ser uma ponte com mecanismo giratório.
A razão de sua construção era justamente deixar passar as embarcações veleiras e, ao mesmo tempo, permitir a ligação do bairro de São José e o do Recife, na foz do Rio Capibaribe.
Sua construção iniciou-se em 1920 e foi inaugurada em 5 de dezembro de 1923, funcionando até a década de 1970, quando, tendo suas engrenagens danificadas e já não comportando o volume viário sobre ela, e também não havendo mais movimento de embarcações, foi desmontada e em seu lugar foi construída uma ponte de concreto, fixa, que recebeu o nome de Ponte 12 de setembro.

## Arquitetura
A ponte era formada por três lances: dois fixos, em suas cabeceiras, e um central, giratório. O giro do lance central permitia a passagem de barcos veleiros pelas duas aberturas criadas, que se dirigiam ou saíam dos cais fluviais do Recife, como o Cais da Alfândega.